# Liste der Bodendenkmäler in Ahlen
Die Liste der Bodendenkmäler in Ahlen enthält die denkmalgeschützten unterirdischen baulichen Anlagen, Reste oberirdischer baulicher Anlagen, Zeugnisse tierischen und pflanzlichen Lebens und paläontologischen Reste auf dem Gebiet der Stadt Ahlen im Kreis Warendorf in Nordrhein-Westfalen (Stand: 6. August 2014). Diese Bodendenkmäler sind in Teil B der Denkmalliste der Stadt Ahlen eingetragen; Grundlage für die Aufnahme ist das Denkmalschutzgesetz Nordrhein-Westfalen (DSchG NRW).
| Bild           | Bezeichnung                                     | Lage                                   | Beschreibung | Bauzeit | Eingetragen seit | Denkmal- nummer |
| -------------- | ----------------------------------------------- | -------------------------------------- | ------------ | ------- | ---------------- | --------------- |
|                | ehemalige Stadtbefestigung                      | Innenstadt                             |              |         | 23.06.1994       | 5.7             |
|                | Marktplatz mit Brunnen / Historischer Stadtkern | Marktplatz                             |              |         | 20.01.1997       | 5.11            |
|                | Wallburg / Hünenknäppen                         | Hof Gr. Berkhoff / Dolberg             |              |         | 19.08.1996       | 5.12            |
|                | ehemalige innerstädtische Bebauung              | Wilhelmstraße / Südstraße              |              |         | 23.06.1994       | 5.17            |
| weitere Bilder | Katholische Pfarrkirche St. Marien              | Oststraße Karte                        |              |         | 25.07.1994       | 5.21            |
| weitere Bilder | Katholische Pfarrkirche St. Bartholomäus        | Kirchplatz Karte                       |              |         | 25.04.1994       | 5.22            |
|                | Oershof – ehemaliger bischöflicher              | Südenmauer / Alter Hof / Wilhelmstraße |              |         | 13.06.1994       | 5.23            |
|                | Landwehren                                      | Landwehren                             |              |         | 04.07.2000       | 5.24            |
|                | Strontianithügel                                | Im Beesenfeld                          |              |         | 19.08.1996       | 5.28            |
|                | Maria Rose Klosteranlage                        | Klostergasse 10                        |              |         | 18.04.1997       | 5.29            |